# نشيد التقديس

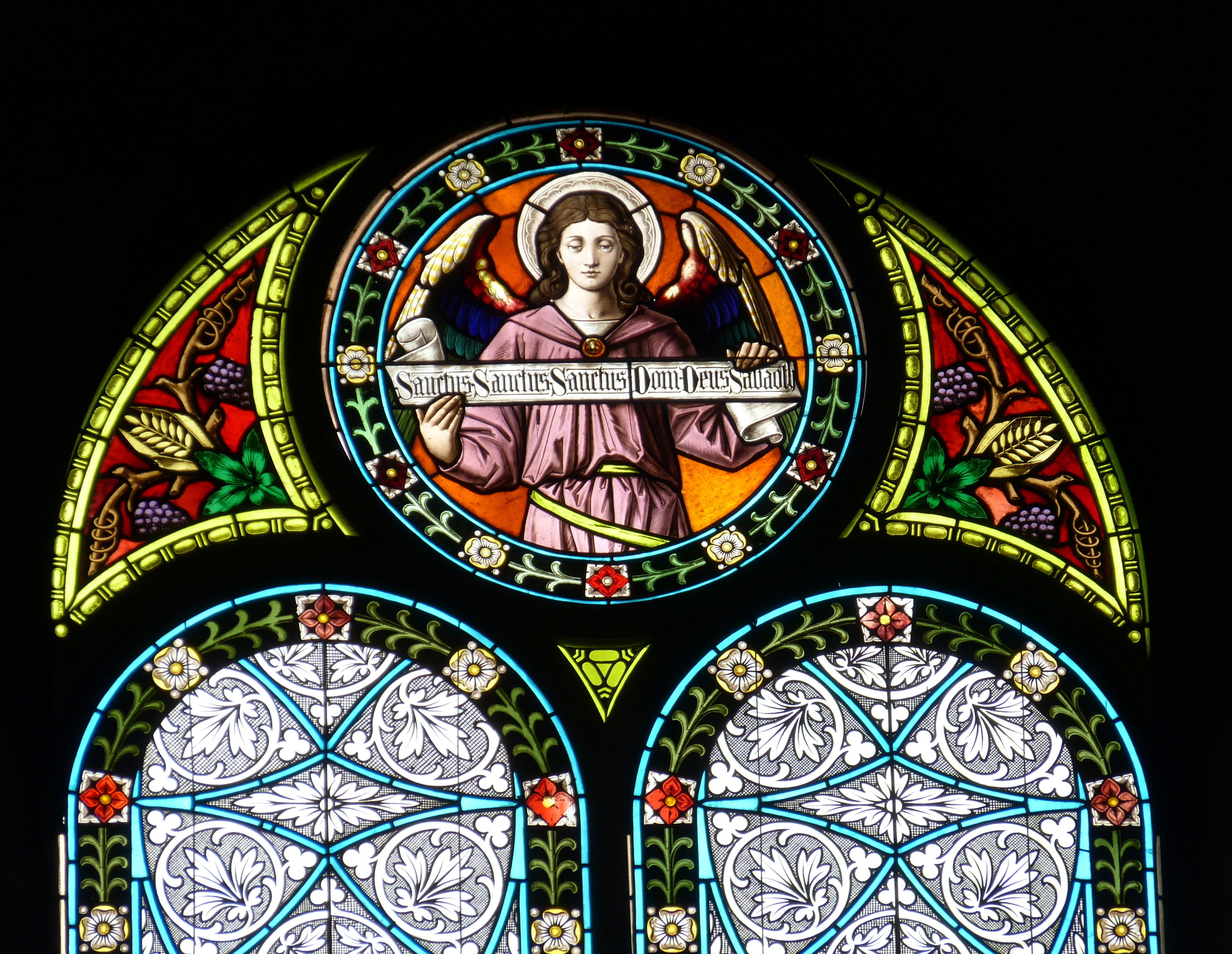

ترتيلة قُدُّوس (باللاتينية: Sanctus) هو ترنيمة طقسية مسيحية. نجد الشطرين الأولين منها داخل نشيد الـTe Deum اللاتيني. تدعى هذه الترنيمة بالطقس البيزنطي «نشيد الملائكة والفتيان». تعاد كلمة «قدوس» في هذا النشيد ثلاث مرات لتعظيم مديح الرب وتمجيده. نشيد قدوس، كما يروي يوحنا اللاهوتي في سفر الرؤيا (رؤ 4، 8)، هو نشيد الطقوس السماوية:
القسم الأول من هذه الترنيمة يأتي من سفر إشعياء النبي (اش 6، 3) الذي سمع السيرافيم يرنمونها أمام الله «الصباؤوت»، أي إله الجيوش السماوية، الذين ينفذون أوامره ليحكموا الكون:
أما القسم الثاني فيأتي من هتاف الشعب في يوم الشعانين، أي يوم دخل السيد المسيح إلى أورشليم (متى 21، 9):
إن ترتيلة «قدوس» موجود في جميع الطقوس الدينية الشرقية منها واللاتينية. ولقد تم إدراجه في رتبة القداس الإلهي منذ القرن الثاني الميلادي، ولم يتم عليه تعديل يذكر.
في اللغة العربية، احتفظ النشيد بكلمة «صباؤوت» كما هو الحال في النسخة اللاتينية منه. ولكن أهملت في اللغات الأخرى فكرة «الجيوش» أو «الجنود» التي تعنيها كلمة «صباؤوت» باللغة اللاتينية. فلذلك لا نجد أي إيحاء لهذا المعنى في الترجمات الحديثة، فلقد تم استبداله بتعابير أخرى كإله الكون أو الإله الضابط الكل أو الإله الكلي القدرة أو ما يوازيهم بالمعنى من غير التعابير.

## نص الترتيلة

### العربية
قدّوسٌ قدّوسٌ قدّوسٌ
أنتَ أيها الرّبُّ القويُّ إله الصباؤوت
(إلهُ الجنود السماويّين)
السماء والأرض مملوءتانِ مِن مَجدِكَ العظيم
هوشعنا في الأعالي
مباركٌ الّذي أتى وسوفَ يأتي باسم الربّ
هوشعنا في الأعالي